# 그로브스난쟁이여우원숭이
그로브스난쟁이여우원숭이(Cheirogaleus grovesi)는 마다가스카르섬 남동부의 라노마파나, 안드링기트라 국립공원과 주변 지역에 알려져 있는 난쟁이여우원숭이의 일종이다. 잔털귀난쟁이여우원숭이군에 속하는 다른 종(앰버산난쟁이여우원숭이, 잔털귀난쟁이여우원숭이, 라바소아난쟁이여우원숭이) 그리고 신종으로 등록될 가능성이 높지만 아직 이름이 없는 종 "CCS2"의 미토콘드리아와 핵 유전자 염기서열과 비교하여 동정을 했다. 이 분류군에 속하는 개체들은 1999년에 처음 유전 연구의 대상이 되었고, 2014년 신종으로 인정을 받았지만 2017년까지 공식적으로 기재되지 않았다. 그로브스난쟁이여우원숭이의 이름은 인류학자 콜린 그로브스(Colin Groves)의 이름에서 유래했다. 해발 754m와 999m 사이에서 알려져 있으며, 잔털귀난쟁이여우원숭이군에 속하는 다른 종들보다 현저히 크고 몸길이가 약 20cm, 꼬리 길이가 29cm, 몸무게가 0.45kg이다. 신종이기 때문에 아직 보전 상태가 평가되지 않았지만, 여러 국립공원에서 발견되기 때문에 섬에서 진행되는 산림 벌채나 사냥으로 인한 멸종 위협을 받는 것으로 보이지 않는다.